# Копп, Герман
Герман Франц Мориц Копп (нем. Hermann Franz Moritz Kopp; 30 октября 1817 — 20 февраля 1892) — немецкий химик и историк химии. Один из основоположников истории химии как научной дисциплины.
Племянник министра Карла Вильгельма фон Коппа.
Член Гёттингенской и Прусской академий наук, иностранный член Лондонского королевского общества (1888). Кавалер баварского ордена Максимилиана «За достижения в науке и искусстве». 

## Биография

### Детство и юность

#### Городская гимназия
Герман Копп родился 30 октября 1817 года в городе Ханау, центре одноимённой провинции в княжестве Гессен. Отец его Иоанн Генрих Копп (1777—1858) был врачом и издателем сочинений по медицине. С самого детства отец Германа стремился развить у сына любовь к химии, что ему и удалось. К окончанию городской гимназии Копп пробудил в себе интерес к истории химии, зачитывается “Историей алхимии” К. Шмидера. Герман знал по интересующим его предметам гораздо больше, чем его сверстники. Кроме того, он хорошо овладел древнегреческим и латинским языками, что, несомненно, помогло ему в последующей работе по истории химии.

#### Гейдельбергский университет
Заинтересованность и любовь к химии и её истории привели Германа Коппа осенью 1835 года в Гейдельбергский университет. Преподавателем химии там был Леопольд Гмелин, автор ставшего впоследствии классическим справочника по неорганической химии.
Большое внимание в университете уделялось медицине. Что касалось преподавания химии, то условия были довольно скудными: старое и тесное здание лаборатории, отсутствие необходимых для работы реактивов и приборов. Знаний, которые давал университет, было достаточно только для изучения фармации. Однако, они не могли обеспечить должную подготовку специалистов по химии. Такой расклад юного Коппа не устраивал, он ожидал большего, поэтому через полтора года, в 1837 году, он переводится в университет города Марбурга.

#### Марбургский университет
После перехода в Марбургский университет, Герман глубоко изучает естественные науки и начинает серьёзно заниматься экспериментальной работой, в которой в скором времени он смог добиться значительных успехов.
В 1837 году Копп публикует в авторитетном научном журнале “Анналы физики и химии” свою первую статью, в которой предлагает новую конструкцию дифференциального барометра для усовершенствованного определения плотности газов.
31 октября 1838 года Герман Копп защищает докторскую диссертацию на тему “Создание расчётного метода определения плотности кислорода”.
За время обучения в Марбургском университете, Копп приобрел две основные черты: мастерство экспериментатора и умение интерпретировать опытные данные, которые определили успех его дальнейшей физико-химической деятельности.

### Гиссенский период

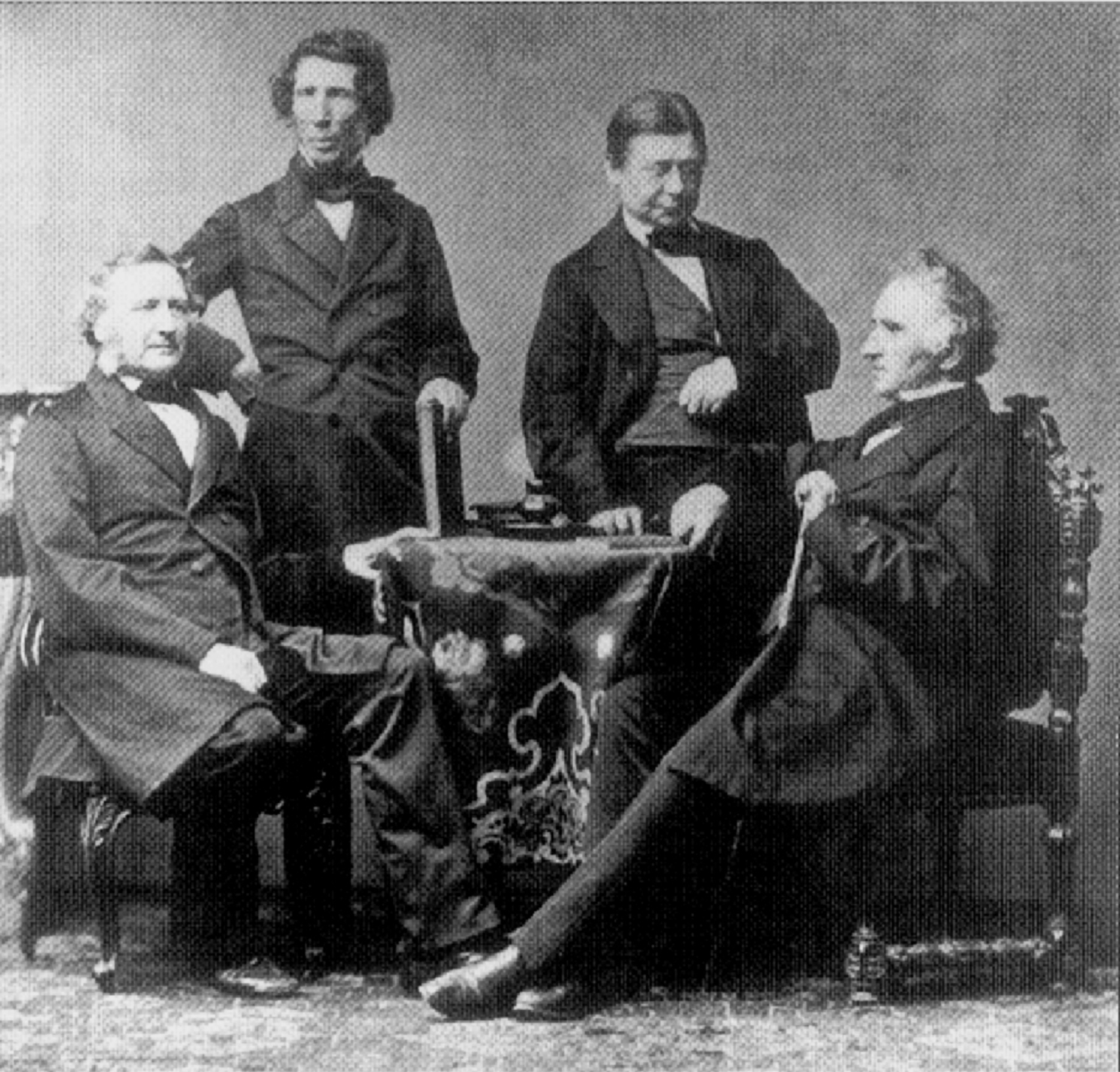
Стоят: Вёлер и Копп (справа)
Сидят: Буфф и Либих (справа)

После Марбургского университета и защиты докторской диссертации он, желая заниматься у Юстуса фон Либиха, в 1839 году переехал в Гиссен.
В Гиссене, кроме условий для творческой работы, не было ничего интересного, но именно это и нравилось Герману Коппу, так как ничего не отвлекало его от исследований. Либих, как научный руководитель, не вмешивался в работу своих подопечных, предпочитая наблюдать за ними и их успехами. Сотрудники лаборатории Либиха многое должны были делать самостоятельно: изготавливать стеклянную посуду, выковывать платиновые тигли, вырезать пробки и другое.
Первая научная работа Коппа в лаборатории Либиха была выполнена по органической химии, с подачи его руководителя в 1840 году. Это была единственная его работа в этой области, поскольку Копп понимал, что его “стихия” – это исследование зависимости физических свойств веществ от их состава. Либих не стал препятствовать своему подопечному, и тот начал работу в интересующей его области химии.

Крупнейший немецкий химик А. В. Гофман, работавший в то время в лаборатории Гиссенского университета, вспоминал:
Острый взгляд Либиха не мог не отметить необычайной талантливости молодого человека [Германа Коппа], и вскоре между учителем и учеником установились дружеские отношения.
В 1841 году Копп вступает в должность приват-доцента, и через два года он становится экстраординарным, а с 1853 года ординарным профессором Гиссенского университета. В 1843 году был опубликован первый том четырёхтомника по истории химии, автором которого является Герман Копп.
За 15 лет работы в Гиссенском университете Копп стал признанным учёным-химиком, а также крупным педагогом. Более двух третей всех его экспериментальных работ были проведены именно в этот период его жизни. Были написаны классический четырёхтомный труд “История химии”, учебники по кристаллографии и физической химии.

Разносторонняя и плодотворная научная и педагогическая деятельность Германа Коппа характеризовала его как учёного, который мог бы возглавить университетскую кафедру. Известный немецкий химик Фридрих Вёлер (1800-1882) в 1846 году писал Либиху:
Спроси Коппа, не хочет ли он занять место профессора физики в Киле [Кильском университете].
На что вскоре получил ответ от Либиха:
Мы не можем здесь остаться без Коппа, и я использовал этот повод для того, чтобы добиться… для него прибавки жалования. Это удалось… Хотя это не так много, но Копп доволен и остаётся.
В конце 1840-х годов к многочисленным обязанностям Коппа добавляются еще и редакционно-издательские. Он, совместно с Либихом (1847—1856) и Генрихом Виллем (1857—1862) редактировал «Jahresberichte für Chemie» и вместе с Либихом и Фридрихом Вёлером издавал «Annalen der Chemie und Pharmacie» (1851—1871).
В 50-60-х годах к Коппу приходит широкое научное признание. В 1849 году его избирают иностранным членом Лондонского королевского общества. Спустя 7 лет Грейфсвальдский университет присваивает Коппу степень почётного доктора медицины. В 1860 году Копп становится ректором университета в Гиссене и, по представлению Либиха, избирается действительным членом Баварской академии наук. В 1861 и 1863 гг. труд учёного был отмечен баварским орденом Максимилиана «За достижения в науке и искусстве».

### Гейдельбергский период
В письмах к Либиху Копп часто жалуется на стесненные условия для проведения экспериментальных исследований, перегруженность редакторской и преподавательской работой, болезнь жены, маленькое материальное обеспечение, неудобную квартиру. И когда ему в 1864 году приходит приглашение занять должность профессора химии в Гейдельбергском университете, Копп с радостью принимает его. В Гейдельбергском университете он проработал профессором всю оставшуюся жизнь.
На новом месте работы Копп читал лекции по химии, истории химии и кристаллографии. Для первых двух дисциплин он впервые разработал систематические учебные курсы, что в дальнейшем способствовало выделению их в самостоятельные учебные дисциплины.

Герман Копп продолжает активно переписываться со своим учителем, Либихом. 24 ноября 1864 года он пишет:
С моими лекциями дела идут здесь хорошо, свыше 50 человек слушают теоретическую химию, другие занятия посещаются тоже очень хорошо.
В начале своей работы в университете Коппу было важно оправдать высокое мнение о себе как о преподавателе, что ему удалось сделать. Через три недели он пишет Либиху:
Я затратил на подготовку моих лекций очень много времени и труда, но зато теперь я имею много очень внимательных слушателей. Это доставляет мне истинную радость.
Копп завоевал признание как коллег, так и студентов. Он занимает высокие административные должности: декана естественного факультета, проректора и ректора Гейдельбергского университета. Во время работы в университете Герман Копп пишет много книг и брошюр на разные темы.

Коппу неоднократно приходят предложения занять кафедры в таких прославленных университетах, как Берлинский и Лейпцигский, но он каждый раз отказывается. Его прельщает возможность тесного общения и совместной работы с крупнейшими учеными – коллегами в Гейдельбергском университете. Как любил повторять Копп в то время:
Уже один Бунзен удерживает меня в Гейдельберге.
Здесь он продолжает работать над исследованием физических свойств органических соединений: точек кипения, удельных объёмов, теплоёмкостей. Кроме проведения физико-химических исследований он много пишет по истории химии, метеорологии, переиздаёт учебник кристаллографии, занимается популяризацией знаний.
В 1869 году Копп избирается почётным членом Немецкого химического общества, а впоследствии становится его президентом. В 1888 году Герман становится иностранным членом Лондонского королевского общества – Академии наук Великобритании.
В 1890 году Герман Копп по состоянию здоровья был вынужден закончить преподавательскую деятельность. Через два года, 20 февраля 1892 года Герман Франц Мориц Копп скончался в городе Гейдельберге. На гейдельбергском кладбище ему был установлен памятник, колонна, увенчанная лавровой ветвью.

## Основные направления работ
Несмотря на то, что экспериментальные исследования Германа Коппа были весьма разносторонними (изучение теплоёмкостей, удельных объёмов, плотностей и точек кипения органических соединений), все они подчинялись общей идее – установить зависимости между составом веществ (или образуемых ими системами) и их физических свойствами. Решением этой задачи целенаправленно до Коппа никто не занимался.
Герману было весьма трудно заниматься такой исследовательской деятельностью, так как в то время не существовало достаточно точных методов измерения физических свойств, поэтому ему зачастую приходилось не только проводить измерения, но и создавать специальные приборы для изучения веществ.
Основными направлениями физико-химических работ Коппа были:
1. Изучение удельных объемов, то есть исследование характера связи между удельными и молкулярными весами веществ.
2. Анализ теплоёмкостей жидкостей и твёрдых тел. В 1864 году им был окончательно сформулирован и подтверждён экспериментально (высказанный Джоулем в 1844 году) закон термодинамики носящий ныне имя Джоуля — Коппа.
3. Установление отношений между точками кипения и “рациональными” (то еть не только процентными, весовыми или элементными, но и групповым) составом веществ – в первую очередь органических соединений.
4. Выявление зависимостей между составом и свойствами двойных систем.

Герман Копп был новатором в истории химии в двух направлениях. Им впервые было проведено на практике разделение истории химии на общую и специальную. Таким образом он решил проблему изложения большого и разнопланового материала в компактной форме. Кроме того, Копп впервые положил периодизацию истории химии, основанную на анализе поворотных моментов в её собственном развитии, в основу систематизации материала в общей истории химии

## Научные труды
За свою жизнь Германом Коппом было написано более 100 трудов, среди них множество статей, брошюр, книг и учебников.
Главнейшими трудами его, принесшими автору наибольшую известность, являются «Geschichte der Chemie» (4 т. Брауншвейг, 1843—1847) и «Beiträge zur Geschichte der Chemie» (3 т. 1869—1875).
Среди основных трудов Германа Коппа можно назвать следующие:
- «Об удельных весах химических соединений» (1841);
- «Развитие химии в новейшее время» (1873);
- «Введение в кристаллографию» (1849, 2 изд. 1862);
- «Учебник физической и теоретической химии» (1857, 2 изд. 1863 г.; написан вместе с Буффом и Цаминером, русский перевод М. 1860);
- «Алхимия старого и нового времени» (2 т. 1886)[12].

## Последователи Коппа
Многие учёные, занимающиеся историей химии, шли по стопам Коппа. Они принимали его толкование задач химии в различные эпохи и предложенную им периодизацию, а также заимствовали из его трудов собранный им материал. Одним из прямых учеников и последователей Германа Коппа был немецкий учёный Карл Шорлеммер.